# Anita Lang
Anita Lang  ( Argentina, ? -  5 de agosto de 2003) fue una actriz de cine y teatro. 

## Carrera profesional
Debutó en 1935 dirigida por Eduardo Morera en Por buen camino y tuvo papeles protagónicos en No te metás, Joaquín (inédita) (1939) y Los ojazos de mi negra (1940). Participó en las dos versiones ( 1939 y 1979 ) del filme ...Y mañana serán hombres.
En 1966 ocasión de la visita a Argentina del gran artista israelí Joseph Buloff acompañó a éste en un breve ciclo de teatro idish en el Teatro Odeón junto a otros artistas argentinos como Cipe Lincovsky y Jordana Fain.
En 1980 fue una de las intérpretes de la obra Helmer en la casa de muñecas, de la feminista Esther Vilar en el teatro Embassy, con protagónico de Adrián Ghio.

## Filmografía
Actriz
- …Y mañana serán hombres (1979)
- Una mujer (1975)
- La malavida (1973)
- Los hermanos corsos (1955)
- Los ojazos de mi negra (1940)
- ...Y mañana serán hombres (1939)
- No te metás, Joaquín (inédita) (1939)
- El hombre que nació dos veces (1938)
- ...Y pasa la comparsa (inédita) (1937)
- Por buen camino    (1935)